# Sabotsy Namatoana
Sabotsy Namatoana – gmina na Madagaskarze, w regionie Vakinankaratra, w dystrykcie Ambatolampy. W 2001 roku zamieszkana była przez 7 730 osób. Siedzibę administracyjną stanowi miejscowość Sabotsy Namatoana.